# 總督府 (坎培拉)
坎培拉總督府（英語：Government House, Canberra），座落在澳大利亞的聯邦首都，澳大利亚首都领地的坎培拉，是澳大利亚总督與澳大利亚君主的正式官邸。
總督府在澳大利亞通稱“亚拉伦拉”（Yarralumla），來自土著语地名，是这座庄园成为总督府之前的名字。與其他國家元首官邸相比，總督府樓宇規模不大，但環繞房屋的園林佔地達54公頃。整個莊園坐落在伯利·格里芬湖湖畔。總督府的核心部分是1890-1891年建造的塼結構農舍，以後屢次擴建，但整座建築外表一直保持著米色的水泥灰飾和綠瓦。
總督府莊園四周是坎培拉的使館區，有各國駐澳大使館。各國元首到坎培拉進行國事訪問時，通常會亦居住在此。
澳洲聯邦建國伊始，總督的正式官邸是位于墨爾本的維多利亞總督府（現為維多利亞州州督府），其中部分總督到1914年爲止常駐位于悉尼的新南威爾士總督府（現為新南威爾士州州督府）。1913年坎培拉確定為聯邦首都，同年聯邦政府徵用了雅勒倫拉莊園，並進行改擴建。1927年聯邦政府遷至坎培拉辦公，雅勒倫拉成为了聯邦總督的正式官邸，但直到1930年總督仍舊常駐墨爾本，而只在需要行使公務的時候才前往坎培拉。1930年總督開始常駐坎培拉，並把墨爾本總督府轉交維多利亞州政府。現時聯邦總督在全國共有兩處官邸：除堪培拉的雅勒倫拉外，另一處是位于雪梨的水师提督府。

## 外部連結
- 澳洲總督府（官方網站） （页面存档备份，存于）
- Official National Heritage Listing[永久]
- Ruth Lane Poole
- The Australiana Fund （页面存档备份，存于）